# Waplington
Waplington var en civil parish från 1866 till 1935 då den blev en del av Allerthorpe, i grevskapet East Riding of Yorkshire, i England. Civil parish var belägen 4 km från Pocklington och hade 49 invånare år 1931. Byar nämndes i Domedagsboken (Domesday Book) år 1086, och kallades då Waplinton.